# きらりん☆レボリューション
『きらりん☆レボリューション』は、中原杏による日本の漫画作品。およびそれを原作としたテレビアニメ。略称は「きら☆レボ」「きらレボ」。

## あらすじ
月島きらりは14歳の中学2年生。ある日のこと、きらりは人気アイドルグループ「SHIPS」の日渡星司と出会い一目ぼれをする。星司に近づきたい一心で自分もアイドルになることを宣言し、芸能界デビューするが、しだいにアイドルという職業そのものへ真剣に取り組むようになっていく。
ドジで頼りない性格だが、天性の明るさや失敗を乗り越える努力によってアイドルとしての才能を開花させていくきらり。飼い猫のなーさんやSHIPSら仲間達に支えられつつ、様々な試練を乗り越えてアイドルの道を進んでいく物語。

## 漫画

### ちゃお（原作）
原作漫画は2004年3月号から2009年6月号まで『ちゃお』にて連載。単行本はちゃおコミックス（小学館）から全14巻。
『ちゃお』では原則として若手作家の連載は「シーズン制」の短期連載方式を採っており、中原杏による本作以前の『ちゃお』連載作品はすべて読み切りかシーズン連載であった。本作も当初はシーズン制に則って6話連載であったが、それまでの中原作品以上に人気が高まったため、初めてシーズン制が解かれ通常連載へと移行した。2005年10月号から背表紙をミルモに代わってなーさんが飾るようになり、同誌の看板作品となった。
平成18年度（第52回）小学館漫画賞児童向け部門受賞。2008年11月時点でコミックス累計部数は260万部を突破している。

### 小学館の学習雑誌
小学館が発行する小学生（低・中学年）向け雑誌『小学一年生』『小学二年生』にて、2006年4月号（同年3月発売）から漫画連載を開始。2006年7月創刊の女児向け娯楽専門誌『ぷっちぐみ』には、創刊号から連載された。
2007年度にはアニメ版の延長を受け、『小学三年生』『小学四年生』でも連載開始。2007年度『四年生』連載分はタイトルが『きらりん☆レボリューション きらりとあかり編』で、オリジナルキャラクターの女子小学生2人組がアイドルデビューするのをきらりが助けるという独自の内容になっていた。
『一年生』『四年生』（2007年度）『ぷっちぐみ』（第1号 - 第3号）では小坂まりこ、『二年生』『三年生』『四年生』（2008年度）では池田多恵子、『ぷっちぐみ』（4号から月刊化を経て2009年4月号まで）ではたちばな真未が『一年生』版がぴっかぴかコミックスレーベル、『二年生』『三年生』版と『四年生』版（『きらりとあかり編』）がてんとう虫コミックス スペシャルから発売されている。
2008年度は漫画の連載誌こそ変わらなかったが、『四年生』の担当が小坂から池田に入れ替わった。また『小学五年生』では2008年4月号から2008年9月号までの半年間「きらりん通信」という情報コーナーが掲載されていたが、こちらは漫画の掲載は無かった。
2009年3月にはテレビアニメの放送終了に伴い『一年生』 - 『四年生』（2009年3月号まで）と『ぷっちぐみ』（2009年4月号まで）での漫画連載も終了したが、『一年生』の2009年4・5月号、『二年生』の2009年4月号には特集企画が掲載された。

### 小学館の幼児誌
小学館の幼児向け雑誌『幼稚園』にも、漫画フォーマットの絵物語が2006年4月号から2009年4月号まで連載。他の雑誌とは異なり、アニメスタッフが作画を担当していた。単行本として絵本「『きらりん☆レボリューション』 おはなしシリーズ」にまとめられ、全7巻が発売されている。
他に『学習幼稚園』『いたずら・ぶっく』にも2006年春から2008年冬まで漫画形式ではないが本作のキャラクターが掲載されていた。なお、『めばえ』およびそれ以下の年齢を対象とする幼児誌には掲載されなかった。

### 単行本
- 中原杏 『きらりん☆レボリューション』 小学館〈ちゃおコミックス〉、全14巻
  1. 2004年8月28日発売、ISBN 4-09-135616-8
  2. 2005年2月1日発売、ISBN 4-09-135617-6
  3. 2005年4月27日発売、ISBN 4-09-135618-4
  4. 2005年8月27日発売、ISBN 4-09-135619-2
  5. 2005年12月26日発売、ISBN 4-09-130296-3
  6. 2006年3月1日発売、ISBN 4-09-130399-4
  7. 2006年7月29日発売、ISBN 4-09-130525-3
  8. 2006年11月29日発売、ISBN 4-09-130665-9
  9. 2007年3月30日発売、ISBN 978-4-09-131090-3
  10. 2007年8月31日発売、ISBN 978-4-09-131230-3
  11. 2008年2月1日発売、ISBN 978-4-09-131497-0
  12. 2008年7月1日発売、ISBN 978-4-09-131760-5
  13. 2008年11月28日発売、ISBN 978-4-09-132086-5
  14. 2009年7月24日発売、ISBN 978-4-09-132685-0

## テレビアニメ
毎週金曜日18:00（アニメ530第2枠）よりテレビ東京系列（TXN）と他23の地方局にて2006年（平成18年）4月7日から2009年（平成21年）3月27日まで放送された。字幕放送。
『ちゃお』2004年12月号付録のドラマCDを経てテレビアニメ化された。アニメ放映期間中は主人公・きらり役の久住小春が「月島きらり starring 久住小春（モーニング娘。）」として主題歌CDをリリースするなど、幼児・小学生女子に向けたメディアミックスが盛んに行われた。
主力商品として、トレーディングカードアーケードゲーム『きらりん☆レボリューション クルキラ★アイドルDays』（後述）が2006年12月から2009年7月まで稼働。
第102話までは2Dデジタル作画のアニメであった。日本と韓国の合作であり、実制作はおもに日本人作画監督を配置した管理下の下で韓国側のG&G ENTERTAINMENTが作業するという形になっていた。ただし回によっては、韓国側も演出と作画監督のポストを置いていた。韓国では2007年2月23日からKBS1で放送を行っており、韓国での題名は『라라의 스타일기』（ララのスター日記）。また「トゥーニバース」、「アニマックスコリア」で再放送をしている。2年目はKBS2での放送に変わり、題名も『라라의 스타일기2』（ララのスター日記2）となった。韓国以外では台湾のMOMO親子台（第1話 - 第52話）→カートゥーン ネットワーク（第53話 - 第102話）→MOMO親子台（第103話 - 第153話）、香港の無綫電視において放送している。
開始当初から2008年（平成20年）3月28日（第102話）までは、4:3標準画質で製作されていたが、3年目にあたる2008年（平成20年）4月4日（第103話）からはハイビジョン化され、デジタル放送での画面比が16:9に拡大。なお、アナログ放送ではサイドカットで前述のように4:3のまま、CS放送ではレターボックス（画面上下に、黒帯を付加。）で放映される。
3年目にあたる第103話から最終話（第153話）はキャラクターデザインが大幅に変更され、3DCGを使った作画となった。また、キャラクター設定やスタッフが大きく入れ替わったため、番組内では『きらりん☆レボリューション STAGE3』というタイトルに変更された。ただし、関連商品は従来のタイトルのままである（回想シーンなどは2Dの時のものがそのまま使われることもある）音響面では、SHIPSの声優が変更されたほか、劇中BGMも一新されている。背景画には、テレコム・アニメーションフィルムの元美術監督をスーパーバイザーとして招いている。
金曜18:00台前半枠は本作終了後、バラエティ番組枠（『サキよみ ジャンBANG!』→『特捜警察ジャンポリス』）となり暫くアニメ路線は放送されなかったが、2017年4月の改編で金曜17:55 - 18:25枠で『リルリルフェアリル 〜魔法の鏡〜』が放送開始され、金曜18時台前半のアニメ枠が8年ぶりに復活した。
海外においては「KILARI（キラリ）」のタイトルで放送されたことがある。

### 業績について
女の子を対象としたアニメ作品としては放送開始から人気が高く、『プリキュアシリーズ』に次ぐ売り上げを見せていた。本作品のターゲットには『プリキュア』同様、幼児の女の子（未就学児）も含まれているものの、関連商品を売り込む年齢層はやや高めに設定されていた。また、アニメ開始後から2年経過したころは、小学校高学年にも人気が拡大していた。また、幼児に対しても、小学館が発行する児童雑誌の表紙を大きく飾るほど人気があった。
玩具の（タカラトミー分）の売上高は、ピーク時には2007年前半期（4月 - 9月）は約8億円（通年では15億円）を記録した。
児童書も好評で、きらりん☆レボリューション マグネットきせかえシリーズは児童書の売上げランキングで
上位をキープする程の売上げを見せた。この売上げの勢いは後年同じ種類の児童書が発売された、『プリキュアシリーズ』を凌ぐ勢いであった。

### 欧州展開
2008年9月からフランスでの放送が開始され、人気を博した事から、セルビア、クロアチア、ボスニア・ヘルツェゴビナ、マケドニア、モンテネグロ、イタリア、スペイン等の欧州でアニメの放送を中心に大々的に展開されている。また、日本で6作累計65万を売上げヒットした
コナミのニンテンドーDSのゲーム作品を、フランス、イタリア、スペインで翻訳版を
2010年春から発売を開始した。
最初に欧州で放送を開始したフランスでは、2010年の7月にJAPAN EXPO 2010/第11回ジャパンエキスポ・フランスで作者の中原杏がゲストに招かれ、サイン会を行った。

### その他
- ラヴェルのヴァイオリンとチェロのためのソナタの冒頭部分が、多少改変された形で劇中BGMとしてよく用いられていた。
- キッズステーションでの放映では、番組の最後に応援メッセージやアイドルなりきり写真が放送されていた。ただし回によって、地上波などと同じ場合もあった。
- 放送局によっては、週ごとの放映終了時にきらりが「また見てねー。この後はロンドンブーツさん、よろしくおねがいしまっす!」と述べ、『ロンブーの怪傑!トリックスター』の司会・ロンドンブーツ1号2号の田村淳が「かしこまりました」と返答する演出があった。
- テレビ東京系列外のテレビ局では『とっとこハム太郎』の後番組として放送される所が多かった。

### スタッフ
- 原作 - 中原杏（小学館『ちゃお』連載）
- 監督 - 奥脇雅晴→オクワキマサハル（第1話 - 第102話）→ふじもとよしたか（第103話 - 第153話）
- シリーズ構成 - 土屋理敬（第1話 - 第102話）→福田裕子（第103話 - 第153話）
- キャラクターデザイン・総作画監督 - 長森佳容、島崎知美（第1話 - 第102話）→萩原祥子（第103話 - 第153話）、HA HYUN JO（第1話 - 第102話）
- 美術監督 - 不在（第1話 - 第51話）→坂本信人（第52話 - 第77話）→萩原正巳（第78話 - 第153話）
- 背景デザイン - HAN SUN GEUN（第1話 - 第102話）→不在（第103話 - 第153話）
- カラーデザイン - なかむらちほ（第1話 - 第102話）→大野嘉代子（第103話 - 第153話）
- CGディレクター - 林成輝（第103話 - 第153話）
- CGプロデューサー - 嶋義信（第103話 - 第153話）
- CG制作 - SimImage（第103話 - 第153話）
- 撮影監督 - KIM EUN HEE（第1話 - 第102話）
- 音楽 - bice（第1話 - 第102話）→酒井陽一（第103話 - 第153話）
- 音響監督 - 千葉繁
- アニメーションプロデューサー - 三浦俊一郎→樋口靖洋→中條元史→阿部勇（SynergySP） 、JUNG DU YEOL（G&G ENTERTAINMENT）（第1話 - 第102話）
- プロデューサー - 松山進→吉野文、八田紳作→更井謙介→鈴木隆浩、古市直彦→佐藤麻夕美
- アニメーション制作 - SynergySP、G&G ENTERTAINMENT（第1話 - 第102話）
- 制作 - きらりんプロジェクト（川崎由紀夫、都築博（第1話 - 第117話）→更井謙介、斉藤裕、内田康幸）
- 製作 - テレビ東京、テレビ東京メディアネット、小学館プロダクション

### 外国発売
- ビズメディア（北アメリカ）
- Viz Media Europe, S.A.R.L.[8]（ヨーロッパ・中東・アフリカ）
- Luk Internacional[9]（スペイン・ポルトガル）
- G&G Entertainment（韓国）
- マイティメディア（台湾）

### 主題歌

#### オープニング
「恋☆カナ」（第1話 - 第26話）
歌 - 月島きらり starring 久住小春（モーニング娘。） / 作詞 - 古屋真 / 作曲 - 織田哲郎 / 編曲 - 家原正樹
第14話からアニメのオリジナル映像と一緒に「恋☆カナ」のPVが映像として流されている。
「バラライカ」（第27話 - 第51話）
歌 - 月島きらり starring 久住小春（モーニング娘。） / 作詞 - BULGE / 作曲・編曲 - 迫茂樹
アニメ映像とともに「バラライカ」のPVが映像として流されている。きらりと久住が同時に踊っている。2006年12月8日 - 22日までの期間ではオープニング中にきらりのクリスマス衣装の画が導入されていた。
「ハッピー☆彡」（第52話 - 第67話）
歌 - 月島きらり starring 久住小春（モーニング娘。） / 作詞・作曲・編曲 - BOUNCEBACK
オープニング映像の変更が極めて多い曲。当初は大部分が実写の流用であったが、次第に書下ろしの映像が増えていった。
中盤の「キラリ光る～気分いい」のところや、「ハッピーいいことすると」のところは、フルポリゴンの中も一部変更している。また、第55話より画面下で小さく踊るきらりも描かれるようになる。
なおレンタル版DVDでは当初からCG完成版のオープニング映像となっている。
第64話まではフルポリゴンで描かれたきらりと、「ハッピー☆彡」のPVをミックスさせた作りの映像を使用している。
第65話からはアバンタイトルが入るようになり、映像もフルポリゴンで描かれたきらりは、「はなをぷーん」で使用されるようになるため、PVと各キャラクターのアニメーションを合わせた作りに変更となった。
「はなをぷーん」（第68話 - 第77話）
歌 - きら☆ぴか（久住小春・萩原舞） / 作詞 - Yum Yum / 作曲 - Men Men /  編曲 - 宮永治郎、Men Men
第65話 - 第67話ではエンディングテーマとして使われていた。
きらりの関係するナンバーの中で唯一のコミックソング。OP/ED・PVは実写版・アニメ版共キャッチーなもの。
「チャンス!」（第78話 - 第102話）
歌 - 月島きらり starring 久住小春（モーニング娘。） / 作詞 - 2℃ / 作曲 - 織田哲郎 / 編曲 - 家原正樹
初めのうちはミニスカワンピースのみの演出だったが、途中からサビ前で赤いドレスに早着替えするという演出がみられた。
画面下で小さく踊るきらりも描かれるようになる。
「アナタボシ」（第103話 - 第128話）
歌 - MilkyWay / 作詞 - 2℃ / 作曲・編曲 - 斎藤悠弥
第103話のみきらりソロVer。第106話からはアニメ本編内でもアニメキャラによるプロモとともに度々この曲が流れている。
「タンタンターン!」（第129話 - 第153話）
歌 - MilkyWay / 作詞・作曲・編曲 - 前山田健一
「アナタボシ」同様こちらも、PVとともにアニメ本編内でも流されている。

#### エンディング
「SUGAO-flavor」（第1話 - 第17話）
歌 - 月島きらり starring 久住小春（モーニング娘。） / 作詞 - michito / 作曲 - 織田哲郎 / 編曲 - 後藤康二
第9話からは、第8話の歌のシーンが右上に小さく入る。
「大きな愛でもてなして」（第18話 - 第26話）
歌 - ℃-ute / 作詞・作曲 - つんく / 編曲 - 高橋諭一
℃-uteのインディーズ3rdシングル
「水色メロディ」（第27話 - 第38話）
歌 - 月島きらり starring 久住小春（モーニング娘。） / 作詞 - 古屋真 / 作曲 - 黒須克彦 / 編曲 - 加藤大祐
「Loveだよ☆ダーリン」（第39話 - 第51話）
歌 - 月島きらり starring 久住小春（モーニング娘。） / 作詞 - すやまちえこ / 作曲・編曲 - 吉田勝弥
『きらりん☆レボリューション ソング・セレクション』収録曲
「恋の魔法はハビビのビ!」（第52話 - 第64話）
歌 - 月島きらり starring 久住小春（モーニング娘。） / 作詞 - すやまちえこ、吉田勝弥 / 作曲・編曲 - 吉田勝弥
本の中に書かれている絵の画質は当初、薄黒い画質だったが、第56話からは明るい画質に変更されている。
「はなをぷーん」（第65話 - 第67話）
歌 - きら☆ぴか（久住小春・萩原舞） / 作詞 - Yum Yum / 作曲 - Men Men / 編曲 - 宮永治郎、Men Men
第68話からはオープニングテーマとして使用。
「ふたりはNS」（第68話 - 第77話）
歌 - きら☆ぴか（久住小春・萩原舞） / 作詞 - Yum Yum / 作曲 - Men Men / 編曲 - 宮永治郎
「ラムタラ」（第78話 - 第90話）
歌 - 月島きらり starring 久住小春（モーニング娘。） / 作詞 - 2℃ / 作曲・編曲 - 斎藤悠弥
- 後期ではなーさんら数名が画面を飛び回る映像が追加されている。

「Olala」（第91話 - 第102話）
歌 - 月島きらり starring 久住小春（モーニング娘。） / 作詞 - 小山哉枝 / 作曲 - 田代智一 / 編曲 - 安岡洋一郎
アルバム『きらりん☆ランド』収録曲
「サンサンGOGO」（第103話 - 第115話）
歌 - MilkyWay / 作詞 - 2℃ / 作曲・編曲 - 吉田勝弥
第110話からは、エンディングにも実写が入るようになり、MilkyWayのデビューコンサートの模様が流れる。
またこれに合わせキャラクターの挿絵も、従来のセル画タッチのものに差し替えられた。
「パパンケーキ」（第116話 - 第128話）
歌 - 月島きらり starring 久住小春（モーニング娘。） / 作詞 - 2℃ / 作曲 - FIREWORKS / 編曲 - 宮永治郎
「ガムシャララ」（第129話 - 第141話）
歌 - MilkyWay / 作詞 - 2℃ / 作曲・編曲 - 村井大
「はぴ☆はぴ サンデー!」（第142話 - 第152話）
歌 - 月島きらり starring 久住小春（モーニング娘。） / 作詞・作曲・編曲 - 前山田健一
最終回となる第153話では過去の主題歌を編集したものが使用され、内容が本編と繋がっているため、曲、歌詞、エンディングアニメーションのクレジットはない。
「水色メロディ」までの背景は各歌ごとにテーマがあり、1stはお菓子、2ndは花、3rdは宝石（誕生石）となっていたが、エンディング4では、きらりなどの登場キャラクターをデフォルメさせたアニメーションとなっている。

### サブタイトル
アニメ版『きらりん☆レボリューション』（以降『無印』）と『きらりん☆レボリューション STAGE3』（以降『STAGE3』）は連続した物語であり、放映話数も通して数えられている。そのため、第102話までが無印、第103話以降がSTAGE3となる。ただし、『ちゃお』誌上のアニメ情報コーナー「きら☆レボアニメワールド」では別カウントとなっている。第1話と最終回のサブタイトルはどちらも「〜アイドルレボリューション」と読む。

### 日本国内での放送
放送終了順に記載。
| 放送地域       | 放送局                | 放送終了日     | 放送日時                                                | 系列                          |
| -------------- | --------------------- | -------------- | ------------------------------------------------------- | ----------------------------- |
| 関東広域圏     | テレビ東京 （製作局） | 2009年3月27日  | 金曜 18:00 - 18:30                                      | テレビ東京系列                |
| 北海道         | テレビ北海道          | 2009年3月27日  | 金曜 18:00 - 18:30                                      | テレビ東京系列                |
| 愛知県         | テレビ愛知            | 2009年3月27日  | 金曜 18:00 - 18:30                                      | テレビ東京系列                |
| 大阪府         | テレビ大阪            | 2009年3月27日  | 金曜 18:00 - 18:30                                      | テレビ東京系列                |
| 岡山県・香川県 | テレビせとうち        | 2009年3月27日  | 金曜 18:00 - 18:30                                      | テレビ東京系列                |
| 福岡県         | TVQ九州放送           | 2009年3月27日  | 金曜 18:00 - 18:30                                      | テレビ東京系列                |
| 日本全域       | BSジャパン            | 2009年3月29日  | 日曜 18:00 - 18:30                                      | テレビ東京系列 BSデジタル放送 |
| 沖縄県         | 琉球朝日放送          | 2009年4月4日   | 土曜 7:30 - 8:00                                        | テレビ朝日系列                |
| 日本全域       | AT-X                  | 2009年4月4日   | 土曜 8:30 - 9:00                                        | CSデジタル放送                |
| 大分県         | テレビ大分            | 2009年4月7日   | 火曜 16:25 - 16:55                                      | 日本テレビ系列 フジテレビ系列 |
| 島根県・鳥取県 | 山陰放送              | 2009年4月13日  | 月曜 15:55 - 16:23                                      | TBS系列                       |
| 青森県         | 青森朝日放送          | 2009年4月16日  | 木曜 16:00 - 16:30                                      | テレビ朝日系列                |
| 鹿児島県       | 鹿児島テレビ          | 2009年4月20日  | 月曜 15:30 - 16:00                                      | フジテレビ系列                |
| 徳島県         | 四国放送              | 2009年5月10日  | 日曜 6:00 - 6:30                                        | 日本テレビ系列                |
| 岩手県         | 岩手めんこいテレビ    | 2009年5月14日  | 木曜 16:54 - 17:24                                      | フジテレビ系列                |
| 秋田県         | 秋田テレビ            | 2009年5月18日  | 月曜 16:23 - 16:53                                      | フジテレビ系列                |
| 長崎県         | 長崎国際テレビ        | 2009年5月30日  | 土曜 10:00 - 10:30                                      | 日本テレビ系列                |
| 高知県         | テレビ高知            | 2009年6月1日   | 月曜 16:24 - 16:54                                      | TBS系列                       |
| 愛媛県         | 南海放送              | 2009年6月3日   | 水曜 15:53 - 16:21                                      | 日本テレビ系列                |
| 宮城県         | 東日本放送            | 2009年6月8日   | 月曜 15:54 - 16:24                                      | テレビ朝日系列                |
| 熊本県         | テレビくまもと        | 2009年6月14日  | 日曜 6:30 - 7:00                                        | フジテレビ系列                |
| 新潟県         | 新潟総合テレビ        | 2009年6月15日  | 月曜 15:30 - 15:57                                      | フジテレビ系列                |
| 富山県         | チューリップテレビ    | 2009年6月28日  | 日曜 6:15 - 6:45                                        | TBS系列                       |
| 滋賀県         | びわ湖放送            | 2009年7月8日   | 水曜 17:15 - 17:45                                      | 独立UHF局                     |
| 山形県         | 山形放送              | 2009年7月9日   | 木曜 16:00 - 16:30                                      | 日本テレビ系列                |
| 日本全域       | キッズステーション    | 2009年7月14日  | 火曜 7:30 - 8:00 18:30 - 19:00                          | CS放送                        |
| 長野県         | 長野放送              | 2009年8月6日   | 木曜 15:30 - 16:00                                      | フジテレビ系列                |
| 広島県         | 広島ホームテレビ      | 2009年8月8日   | 土曜 7:30 - 8:00                                        | テレビ朝日系列                |
| 石川県         | 北陸放送              | 2009年8月26日  | 水曜 15:58 - 16:25 （最終回時点では水曜 16:00 - 16:27） | TBS系列                       |
| 福島県         | 福島中央テレビ        | 2009年9月13日  | 日曜 6:00 - 6:30                                        | 日本テレビ系列                |
| 静岡県         | 静岡放送              | 2009年10月17日 | 土曜 5:15 - 5:45                                        | TBS系列                       |
| 奈良県         | 奈良テレビ            | 2010年2月22日  | 月曜 7:30 - 7:59                                        | 独立UHF局                     |

| テレビ東京系列 金曜18:00枠                                     | テレビ東京系列 金曜18:00枠                                                                                 | テレビ東京系列 金曜18:00枠                              |
| 前番組                                                         | 番組名 | 次番組                                                  |
| -------------------------------------------------------------- | --- | ------------------------------------------------------- |
| ケロロ軍曹 - 17:30 - 18:00（アニメ530枠第1枠）に繰り上げて継続 | きらりん☆レボリューション ↓ きらりん☆レボリューション STAGE3 （ここまでアニメ枠） (本作のみアニメ530第2枠) | サキよみ ジャンBANG! - この番組からバラエティ530枠第2枠 |

#### 日本国外での放送
時間帯は全て現地時間。
香港
2008年12月6日から2009年12月26日無綫電視翡翠台にて、『花漾明星』（#1-52）のタイトルで毎週土曜日の10時30分-11時00分に放送。広東語放送のみ、繁体字字幕なし。
2010年1月18日から7月6日無綫電視翡翠台にて、『花漾明星II』（#53-102）のタイトルで毎週火曜、水曜の17時20分-17時50分に放送。広東語 & 日本語二ヶ国語放送、繁体字字幕あり。
2013年7月19日から9月17日無綫電視翡翠台にて、『花漾明星III』（Stage3）のタイトルで毎週月曜から土曜の06時00分-06時25分に放送。広東語 & 日本語二ヶ国語放送、繁体字字幕あり。
TVB兒童台
台湾
2007年12月15日から2008年6月8日MOMO親子台にて、『花漾明星』（#1-52）のタイトルで毎週土曜、日曜の19時00分-19時30分に放送。 普通話放送のみ、繁体字字幕なし。
2008年9月26日から2009年4月7日カートゥーン ネットワークにて、『花漾明星』（#53-102）のタイトルで毎週金曜の19時30分-20時00分に放送。 普通話放送、繁体字字幕あり。
2014年11月10日から2015年1月23日MOMO親子台にて、『花漾明星』（Stage3）のタイトルで毎週月曜から金曜の21時30分-22時00分に放送。   普通話 放送、繁体字字幕あり。

### 商品情報

#### DVD
発売元：小学館
販売元：ジェネオンエンタテインメント
- 巻名は「STAGE」と表記される
  - STAGE1（第1話 - 第4話収録）2006年9月8日発売
  - STAGE2（第5話 - 第8話収録）2006年10月6日発売
  - STAGE3（第9話 - 第12話収録）2006年11月10日発売
  - STAGE4（第13話 - 第16話収録）2006年12月8日発売
  - STAGE5（第17話 - 第20話収録）2007年1月12日発売
  - STAGE6（第21話 - 第24話収録）2007年2月9日発売
  - STAGE7（第25話 - 第28話収録）2007年3月9日発売
  - STAGE8（第29話 - 第32話収録）2007年4月4日発売
  - STAGE9（第33話 - 第36話収録）2007年5月10日発売
  - STAGE10（第37話 - 第40話収録）2007年6月8日発売
  - STAGE11（第41話 - 第44話収録）2007年7月6日発売
  - STAGE12（第45話 - 第48話収録）2007年8月10日発売
  - STAGE13（第49話 - 第51話収録）2007年9月7日発売
- 放送2年目の内容は「2nd Tour」（セカンドツアー）と総称され、巻名はSTAGE1に戻る
  - 2nd Tour STAGE1（第52話 - 第55話収録）2007年10月3日発売
  - 2nd Tour STAGE2（第56話 - 第59話収録）2007年11月9日発売
  - 2nd Tour STAGE3（第60話 - 第63話収録）2007年12月7日発売
  - 2nd Tour STAGE4（第64話 - 第67話収録）2008年1月11日発売
  - 2nd Tour STAGE5（第68話 - 第71話収録）2008年2月8日発売
  - 2nd Tour STAGE6（第72話 - 第75話収録）2008年3月7日発売
  - 2nd Tour STAGE7（第76話 - 第79話収録）2008年4月2日発売
  - 2nd Tour STAGE8（第80話 - 第83話収録）2008年5月9日発売
  - 2nd Tour STAGE9（第84話 - 第87話収録）2008年6月6日発売
  - 2nd Tour STAGE10（第88話 - 第91話収録）2008年7月9日発売
  - 2nd Tour STAGE11（第92話 - 第95話収録）2008年8月8日発売
  - 2nd Tour STAGE12（第96話 - 第99話収録）2008年9月10日発売
  - 2nd Tour STAGE13（第100話- 第102話収録）2008年10月3日発売
- 放送3年目の内容は「3rd Tour」（サードツアー）と総称され、巻名はSTAGE1に戻る
  - 3rd Tour STAGE1（第103話 - 第106話収録）2008年11月7日発売
  - 3rd Tour STAGE2（第107話 - 第110話収録）2008年12月10日発売
  - 3rd Tour STAGE3（第111話 - 第114話収録）2009年1月9日発売
  - 3rd Tour STAGE4（第115話 - 第118話収録）2009年2月6日発売
  - 3rd Tour STAGE5（第119話 - 第122話収録）2009年3月6日発売
  - 3rd Tour STAGE6（第123話 - 第126話収録）2009年4月3日発売
  - 3rd Tour STAGE7（第127話 - 第130話収録）2009年5月8日発売
  - 3rd Tour STAGE8（第131話 - 第134話収録）2009年6月10日発売
  - 3rd Tour STAGE9（第135話 - 第138話収録）2009年7月8日発売
  - 3rd Tour STAGE10（第139話 - 第142話収録） 2009年8月13日発売
  - 3rd Tour STAGE11（第143話 - 第146話収録） 2009年9月9日発売
  - 3rd Tour STAGE12（第147話 - 第150話収録） 2009年10月2日発売
  - 3rd Tour STAGE13（第151話 - 第153話収録） 2009年11月6日発売

#### シングル
- 月島きらり starring 久住小春（モーニング娘。）
  1. 恋☆カナ（zetima 2006年7月12日 初回盤：EPCE-5413/通常盤：EPCE-5414）
  2. バラライカ（zetima 2006年10月25日 初回盤：EPCE-5427/通常盤：EPCE-5428）
  3. ハッピー☆彡（zetima 2007年5月2日発売 初回盤：EPCE-5469/通常盤：EPCE-5470）
  4. チャンス!（zetima 2007年11月7日（初回盤）/11月28日（通常盤）初回盤：EPCE-5510/通常盤：EPCE-5511）
  5. パパンケーキ（zetima 2008年7月16日 完全生産限定盤：EPCE-5563/通常盤：EPCE-5564）
  6. はぴ☆はぴ サンデー!（zetima 2009年2月4日 完全生産限定版:EPCE-5615/通常版:EPCE-5616）
- きら☆ぴか
  1. はなをぷーん/ふたりはNS（zetima 2007年8月1日発売 限定盤：EPCE-5487/通常盤：EPCE-5488）
- MilkyWay
  1. アナタボシ（zetima 2008年4月30日発売 限定盤：EPCE-5556/通常盤：EPCE-5557）
  2. タンタンターン!（zetima 2008年10月29日発売 限定盤：EPCE-5580/通常盤：EPCE-5581）

#### シングルV
- 月島きらり starring 久住小春（モーニング娘。）
  1. 恋☆カナ（2006年7月26日：EPBE-5201）
  2. バラライカ（2006年11月8日：EPBE-5210）
  3. ハッピー☆彡（2007年5月9日：EPBE-5245）
  4. チャンス!（2007年11月28日：EPBE-5269）
  5. パパンケーキ（2008年7月30日：EPBE-5299）
  6. はぴ☆はぴ サンデー!（2009年2月11日：EPBE-5319）
- きら☆ぴか
  1. はなをぷーん/ふたりはNS（zetima 2007年8月8日：EPBE-5256）
- MilkyWay
  1. アナタボシ（zetima 2008年5月8日：EPBE-5288）
  2. タンタンターン!（zetima 2008年11月5日：EPBE-5307）

#### オリジナルアルバム
月島きらり starring 久住小春（モーニング娘。）
☆☆☆（みつぼし）（2007年2月28日 初回盤：EPCE-5456/通常盤：EPCE-5457）
きらりん☆ランド（2007年12月19日 初回盤：EPCE-5528 - 9/通常盤：EPCE-5530）
きらりと冬（2008年12月17日 初回盤：EPCE-5606 - 7/通常盤：EPCE-5608）

#### ベストアルバム
- ベスト☆きらり（2009年3月11日 初回盤：EPCE-5623・4／通常盤：EPCE-5625）

#### オムニバスアルバム
- 発売：アップフロントワークス
  - 『きらりん☆レボリューション・ソング・セレクション』（初回生産限定盤：EPCE-5424 - 5/通常盤：EPCE-5426）2006年10月18日発売
  - 『きらりん☆レボリューション オリジナル・サウンドトラック Vol.1』（EPCE-5437）2006年11月22日発売
  - 『きらりん☆レボリューション・ソング・セレクション2』（初回生産限定盤：EPCE-5497 - 8/通常盤：EPCE-5499）2007年9月12日発売
  - 『きらりん☆レボリューション・ソング・セレクション3』（初回生産限定盤：EPCE-5569 - 70/通常盤：EPCE-5571）2008年7月23日発売
  - 『きらりん☆レボリューション・ソング・セレクション4』（初回生産限定盤：EPCE-5572 - 3/通常盤：EPCE-5574）2008年8月27日発売
  - 『きらりん☆レボリューション・ソング・セレクション5』（初回生産限定盤：EPCE-5626 - 7/通常盤：EPCE-5628）2009年3月18日発売

### ミニドラマ・きら☆レボ+
おはスタ内で放映されていた実写ドラマ。月島きらりをはじめ、観月ひかる、雪野のえる、花咲こべに、SHIPSら声をあてている本人が出演、なーさんやロボDなどはCGで登場していた。2008年11月 - 12月には同名シングルにあわせて制作されたSHIPSオリジナルドラマ『きみがいる』全4話も放映された。

#### サブタイトル
- 「新曲「ハッピー☆彡」誕生の秘密」（2007年4月23日 - 5月2日）
- 「きらりはWHFステージに出演できるのか?」（2007年6月8日 - 6月21日）
- 「きら☆ぴか ストーリー」（2007年7月4日 - 7月18日）
- 「ふしぎなゆびわのなぞをおえ!!」（2007年10月24日 - 11月6日）
- 「第2のきらり!? 雪野のえる編」（2008年4月14日 - 4月18日）
- 「第2のきらり!? 花咲こべに編」（2008年4月21日 - 4月25日)
- 「きら☆レボ+ パパンケーキ誕生秘話」（2008年7月7日 - 7月15日）
- 「きら☆レボ+ スペシャルライブへの道」（2008年9月26日 - 10月1日）
- 「きら☆レボ+ るてるて編」（2008年10月20日 - 10月28日）
- SHIPSドラマ「きみがいる」（2008年11月25日 - 12月1日）
- 「きら☆レボ+ はぴ☆はぴサンデー!編」（2009年1月26日 - 1月30日）

### ゲーム
『きらりん☆ミルフィーカード』と『きらりん☆レボリューション ハッピー★アイドルライフ』のクルキラカードはそれぞれ約5000万枚を発行し、ニンテンドーDS用ソフトは6作累計で65万本を売り上げた。

#### カードゲーム
- 『きらりん☆レボリューション ハッピー★アイドルライフ』→『クルキラ★アイドルDays』（トレーディングカードアーケードゲーム）
  - 2006年12月から2009年7月まで稼働していた。開発元はアトラス。お金を入れるとクルキラカードが1枚出てくる仕掛けとなっており、プレイヤーは手持ちの衣装カードできらりを変身させ、ボタンで画面に出てくる玉に合わせてうまくボタンを叩き、ダンスパートできらりを上手に踊らせたり、カメラマンに上手に写真を取らせるのが目標。最終得点はファッションの得点と、星座の相性の得点と、ダンス（写真）パートの得点を平均したものが算出された。
  - 衣装カードは「ヘアカード」（髪型）、「トップスカード」、「ボトムスカード」、「アクセサリーカード」（ネックレス・帽子など）、「シューズカード」（靴）、「メイクアップカード」（化粧）、また一括で変身できる「ドレスアップカード」や、なーさんやSHIPSが出てくる「キャラクターカード」がある。カードの認識方法は偽造防止のためにバーコードではなく、カードに印刷されている赤外線に反応するインクを読み取る方式であり、色によっても得点が変わるというギミックがあった。そのため衣装のバリエーションは広かった。
  - カードの絵柄はすべて原作に準拠し、ゲーム中のグラフィックはテレビアニメ版の流用ではなく、ゲーム用に新規に書き起こされていた。デモシーンの絵柄や声優は、テレビアニメに準じていた。
  - 登場初期は『オシャレ魔女♥ラブandベリー』（セガ〈後のセガ・インタラクティブ〉）の後塵を拝していたが、それの人気が沈静し始めた2007年から稼動が終了する2009年夏ごろまで、本機が女の子向けトレーディングカードアーケードゲーム機で中心的な存在となっていた。衣服は多くのカードでジュニア服を参考にして描かれていた。
  - 2008年スプリングステージから、『クルキラ★アイドルDays』に名称が変更された。きらりとともに「MilkyWay」のメンバーである雪野のえるや花咲こべにを選んで遊べるようになり、「メイクアップカード」に代わって「プレゼントカード」が登場するなどの変更がなされていた。『ハッピー★アイドルライフ』のクルキラカードも利用可能であった。
  - 小学館幼児誌・学習雑誌での『ハッピー★アイドルライフ』限定カードの付録も、2006年度は『幼稚園』・『小学一年生』・『小学二年生』のみだったが、2007・2008年度は連載とともに『小学三年生』・『小学四年生』へも拡大されていた。2008年度の前半は『小学五年生』でも『きらレボ』情報が掲載されていたが、カードを付録にすることはなかった。
  - アニメが終了した後も暫くの間も稼働を続けており、『小学一年生』・『小学二年生』2009年4月号では本ゲーム機の情報が掲載されていたが、アトラスから2009年7月上旬で稼働を完全に終了することが発表された[18]。その後もカードが無くなるまで稼働させている店舗が多かったが、夏休み期間中の8月末までにはほとんどの筐体が『極上!!めちゃモテ委員長 クルモテ ガールズコンテスト!』に置き換えられた。なお、カードの識別方式が異なるため、『めちゃモテ委員長』の筐体で『きらレボ』のカードを使用することはできない。

#### 携帯ゲーム機用ソフト
- 発売：コナミ
  - きらりん☆レボリューション きらきらアイドルオーディション（ニンテンドーDS用ソフト）2006年8月10日発売[19]
  - きらりん☆レボリューション なーさんといっしょ（ニンテンドーDS用ソフト）2006年12月7日発売[20]
  - きらりん☆レボリューション めざせ!アイドルクイーン（ニンテンドーDS用ソフト）2007年7月12日発売[21]
  - きらりん☆レボリューション つくってみせちゃお! キメ☆きらステージ（ニンテンドーDS用ソフト）2007年12月13日発売[22]
  - きらりん☆レボリューション みんなでおどろうフリフリデビュー!（ニンテンドーDS用ソフト）2008年7月24日発売[23]
  - きらりん☆レボリューション あつめてチェンジ!クルキラ★コーデ（ニンテンドーDS用ソフト）2008年12月20日発売[24]

### 公式ショップ
2006年7月21日から2009年3月29日まで、東京ドームシティにて、公式グッズを扱った店舗『きらりん☆オフィシャルショップ703（なーさん）』が営業していた。